# 井尻千男
井尻 千男（いじり かずお、1938年8月2日 - 2015年6月3日）は、日本の評論家、コラムニスト。拓殖大学名誉教授、拓殖大学日本文化研究所顧問（前所長）。新しい歴史教科書をつくる会顧問。

## 概略
山梨県出身。立教大学文学部日本文学科卒業後、日本経済新聞社入社。文化部に勤務し、読書面のコラム『とじ糸』 『活字のうちそと』などのコラムを25年間執筆し、コラムニストとして活動。
1982年7月、月刊誌『Voice』誌上において、佐々木敦というペンネームでコラム「ベストセラー最前線」の執筆を開始。連載は1991年3月に『流行の言説・不易の思想―ベストセラー書評社会学』、1996年4月に『読書の醍醐味―ベストセラーで読み解く世紀末』としてまとめられている。
日経新聞編集委員を経て1997年に退社。
1997年から2008年まで拓殖大学教授、日本文化研究所長を務め、2010年度まで公開講座「新日本学」を主宰。また季刊誌『新日本学』を発行。その他、月刊誌『選択』での連載や、1997年から2002年まで『週刊新潮』にコラム『世間満録』を連載。
日本会議代表委員、明治の日推進協議会代表委員、維新政党・新風講師、国家基本問題研究所評議員長、きょうと青年政治大学校講師などを務める。
小堀桂一郎、入江隆則らと共に4月28日の主権回復記念日の祝日制定を主張しており、毎年同日に主権回復記念国民集会を主宰。
数寄者としても知られ、山梨の四千坪の敷地内に独学で茶室を設計し、3年がかりで本宅に完成させた。その模様は『男たちの数寄の魂』（清流出版）に収録されている。なお、井尻氏は佐々木源氏系の豪族であり、室町時代から現在本宅のある場所に城館を構えていて、現在も空堀跡や庭園などの遺構が残っている。
2015年6月3日、膵臓癌により山梨県の自宅で死去。満76歳没。2014年7月に入院し膵臓癌の手術を受け、8月に一時退院しヨーロッパに旅行で訪れた際の帰国便で病状が悪化。入退院を繰り返していた。2015年4月28日の「主権回復記念国民集会」には主催者の1人として、病院から車椅子で会場に駆けつけ主権の重要性を主張していた。

## 人物
- 喫煙者である。2011年にすぎやまこういちや西部邁らと共に「喫煙文化研究会」を発足し、昨今の嫌煙運動について反発していた[14]。

## 著書
| タイトル                                      | 刊行年        | 出版社                          |
| --------------------------------------------- | ------------- | ------------------------------- |
| 産業知識人の時代 成熟社会の構図を探る         | 1982年        | PHP研究所                       |
| 出版文化 夢と現実                             | 1984年        | 牧羊社                          |
| 消費文化の幻想 オーソドックスとは何か?        | 1988年 1993年 | PHP研究所 PHP文庫               |
| 玩物喪志 平和と豊かさの代償                   | 1990年        | サイマル出版会                  |
| 流行の言説・不易の思想 ベストセラー書評社会学 | 1991年        | PHP研究所                       |
| 文章表現の研究 さまざまな生と死               | 1992年        | 日本エディタースクール出版部    |
| 自画像としての都市―その理念と造営能力を問う   | 1994年        | 東洋経済新報社〈日本を考える〉  |
| 劇的なる精神 福田恆存                         | 1994年 1998年 | 日本教文社〈教文選書〉 徳間文庫 |
| 言葉を玩んで国を喪う                          | 1995年        | 新潮社                          |
| 読書の醍醐味 ベストセラーで読み解く世紀末     | 1996年        | PHP研究所                       |
| 書に依りて世を論ず                            | 1996年        | 新潮社                          |
| 日本あやうし                                  | 1999年        | 新潮社                          |
| 共同体を保守再生せよ                          | 1999年        | 秀明出版会〈発言者双書〉        |
| 漫録おやじ日本を叱る                          | 2000年        | 新潮社                          |
| 保守を忘れた自民政治                          | 2002年        | ワック                          |
| 世界一孤独になった日本人 拡散から求心力へ     | 2003年        | ワック                          |
| 日本再生 一国一文明の気概を                   | 2003年        | グラフ社                        |
| 男たちの数寄の魂                              | 2007年        | 清流出版                        |
| 明智光秀 正統を護った武将                     | 2010年        | 海竜社                          |
| 歴史にとって美とはなにか 宿命に殉じた者たち   | 2016年        | 啓文社                          |
| 都市との対話 とある建築の意匠（仮）           | （未刊行）    | 啓文社                          |

### 共著
- 『知の位相空間―現代の知性13人へのインタビュー集』（1991年、HBJ出版局）

日下公人、西部邁、江藤淳、筑紫哲也、開高健、梅原猛、磯田光一、清水博、堤清二、別役実、栄久庵憲司、吉田直哉、武満徹
- 『日本の国がら』（1994年、東洋経済新報社）

細見卓（編者代表）、西部邁、榊原英資、島田晴雄、岡本行夫、松崎哲久との討論
- 『主権回復 本当の終戦記念日は、四月二十八日である』（2008年、近代出版社）

入江隆則・小堀桂一郎 共編

## 出演
- 報道ワイド日本 / 桜プロジェクト[1] （コメンテーター、月曜日、2004年8月23日 - 2015年3月30日、日本文化チャンネル桜）